# Elejska škola
Elejska škola je osnovana u gradu Eleji (danas Velia, nekad grčka kolonija u Kampaniji, južna Italija), i to je bila škola predsokratovaca. Osnovao ju je Parmenid u 5. stoljeću pr. Kr. Drugi članovi škole su bili: Zenon i Melisus. Ksenofan se nekada stavlja među njih, iako ima suprotnih mišljenja o tome.

## Povijest
Ova škola je dobila ime po Eleji, grčkom gradu u južnoj Italiji, rodnom gradu svojih najvažnijih članova, Parmenida i Zenona. Njeno osnivanje se često pripisuje Ksenofanu, ali, iako ima puno njegovih mišljenja koja su bila dio kasnije Elejske doktrine, najvjerojatnije je točno da je Parmenid bio osnivač ove škole.
Ksenofan je počeo kritizirati ranu grčku mitologiju sredinom 6. stoljeća pr. Kr., uključujući i kritiku čitavog antropomorfističkog sistema koji je bio sadržan u poemama Homera i Hesioda. To slobodnjačko mišljenje je sigurno utjecalo i na Parmenida. Kasnije će se škola raspasti ili zato što je bila u suprotnosti s tadašnjim mišljenjem Eleje, grešaka u vodstvu ili zbog unutarnjih svađa oko akademskih pitanja- uključujući i ono o kretanju. Djelo ove škole je apsorbirano u platonskoj metafizici.

## Učenje
Elejci su odbacili epistemologijski značaj iskustva, a prihvatili su matematičke standarde jasnosti i neizbježnosti kao kriterije istine. Od članova, Parmenid i Melisus su gradili argumente na nesumnjivim premisama. Zenon, u suprotnosti, je koristio reductio ad absurdum, da bi pobio argumente drugih, pokazujući da njihove premise vode u kontradikciju.
Glavne doktrine elejaca su se razvile u suprotnosti s učenjima tadašnjih filozofa fizičara, koji su objašnjavali postojanje pomoću izvorne materije, koristeći teorije Heraklita, koje su govorile da je sve postojanje uvjetovano neprestanim promjenama. Elejci su govorili da pravo objašnjenje leži u tome da su sve stvari dio univerzalne povezanosti. Po njihovoj doktrini, čula ne mogu osjetiti ovu povezanost; samo pomoću mišljenja možemo spoznati da je osnovna istina: "Sve je Jedno". Dalje govore da ne može biti postanka, jer nešto ne može postati iz ničega; nešto ne može nastati iz nečega što mu nije slično (sve je postojalo oduvijek).
Ostali predsokratovci i Aristotel nisu prihvaćali mišljenja elejaca. Međutim, njihov uticaj je veliki- Gorgija, sofist, je govorio u stilu elejaca u svom djelu "O prirodi ili Što nije", Platon ih je naveo u Parmenidu, Sofistima i Politici. Mnogi kasniji filozofi su posudili njihove metode.